# Horehound
Horehound je první studiové album americké rockové skupiny The Dead Weather. Vydáno bylo v červenci 2009 společnostmi Warner Bros. Records a Third Man Records a jeho producentem byl Jack White. Kromě deseti autorských písní obsahuje také coververzi písně „New Pony“ od Bob Dylana. Album se umístilo na šesté příčce hitparády Billboard 200.

## Seznam skladeb
1. 60 Feet Tall – 5:33
2. Hang You from the Heavens – 3:39
3. I Cut Like a Buffalo – 3:28
4. So Far from Your Weapon – 3:40
5. Treat Me Like Your Mother – 4:10
6. Rocking Horse – 2:59
7. New Pony – 3:58
8. Bone House – 3:27
9. 3 Birds – 3:45
10. No Hassle Night – 2:56
11. Will There Be Enough Water? – 6:20

## Obsazení
- Alison Mosshart – zpěv, kytara
- Jack White – bicí, zpěv, kytara
- Dean Fertita – kytara, varhany, klavír, syntezátor, doprovodné vokály, baskytara
- Jack Lawrence – baskytara, doprovodné vokály, bicí, kytara